# 大芳特納鄉
47°24′N 26°18′E / 47.400°N 26.300°E
大芳特納鄉（羅馬尼亞語：Comuna Fântâna Mare, Suceava），是羅馬尼亞的鄉份，位於該國東北部，由蘇恰瓦縣負責管轄，面積33平方公里，海拔高度348米，2007年人口2,672，人口密度每平方公里81人。